# Ariguaní (ort)
Ariguaní är en ort i Colombia.   Den ligger i departementet Cesar, i den norra delen av landet, 600 km norr om huvudstaden Bogotá. Ariguaní ligger 136 meter över havet och antalet invånare är 26 246.
Terrängen runt Ariguaní är platt åt sydväst, men åt nordost är den kuperad. Runt Ariguaní är det ganska glesbefolkat, med 32 invånare per kvadratkilometer. Ariguaní är det största samhället i trakten. Omgivningarna runt Ariguaní är huvudsakligen savann.